# Otto Heckmann
Otto Hermann Leopold Heckmann (Opladen, 23 giugno 1901 – Ratisbona, 13 maggio 1983) è stato un astronomo tedesco.
Professore di astronomia presso l'Università di Amburgo e direttore del locale Osservatorio dal 1941 al 1962, fu successivamente il primo direttore dell'European Southern Observatory, organizzazione astronomica internazionale per l'osservazione e lo studio del cielo nell'emisfero australe.
Ha contribuito attivamente alla creazione dell'Astronomische Gesellschaft Katalog, catalogo stellare iniziato da Friedrich Argelander nel 1867.
Il suo studio e il suo lavoro si sono concentrati sulla cosmologia basandosi sui fondamenti della relatività generale.

## Onorificenze
- James Craig Watson Medal nel 1961
- Bruce Medal nel 1964
- L'asteroide 1650 Heckmann, scoperto nel 1937, è stato chiamato così in suo onore.